# 通蒂 (伊利諾伊州)
通蒂（英語：Tonti）是位於美國伊利諾伊州馬里昂縣的一個非建制地區。該地的面積和人口皆未知。

## 地理
通蒂的座標為38°39′53″N 88°58′42″W / 38.66472°N 88.97833°W，而該地的平均海拔高度為175米（即574英尺）。